# Richard R. Ernst
Richard Robert Ernst (Winterthur, 14 augustus 1933 – aldaar, 4 juni 2021) was een Zwitsers chemicus. Hij kreeg voor het ontwikkelen van nieuwe methodes voor de kernspinresonantie-spectroscopie (NMR) in 1991 de Nobelprijs voor Scheikunde.

## Biografie
Ernst werd geboren in Winterthur als zoon van de architect Robert Ernst (1895-1955) en Irna Ernst-Brunner (1909-2006). Hij studeerde aan de Eidgenössische Technische Hochschule Zürich in Zürich chemie, en promoveerde op een onderzoek naar kernresonantie-spectroscopie dat hij afsloot in 1962. Van toen af tot in 1968 werkte hij als onderzoeker bij het bedrijf "Varian Associates" in het Calfornische Palo Alto, waar hij een aantal nieuwe methodes ontwikkelde voor hogeresolutie-NMR.
In 1968 keerde hij terug naar de ETH, waar hij in 1970 universitair docent werd en gewoon hoogleraar scheikunde in 1976. Hij bouwde er een onderzoeksgroep op die zich specialiseerde op methode-ontwikkeling in zowel vloeibare als vaste fase. Hij stimuleerde de ontwikkeling en de toepassing van kernspinresolutietomografie (MRI) in de geneeskunde. Samen met Kurt Wüthrich leverde hij een belangrijke bijdrage aan de structuuropheldering van biopolymeren. In 1998 ging Ernst met emeritaat. Hij overleed in 2021.

## Kernspinresonantie
Ernsts bijdrage aan kernspinresonantie was verder uitbouwing van de NMR-experimenten die in 1945 onafhankelijk van elkaar waren gepubliceerd door Felix Bloch van Stanford en Edward Mills Purcell van Harvard. Een nadeel van NMR-spectroscopie in de beginjaren was de lage gevoeligheid. Samen met een Amerikaanse collega, Weston A. Anderson, ontdekte Ernst dat de gevoeligheid van NMR-technieken dramatisch verhoogd kon worden door de langzame sweeping radiogolven die traditioneel gebruikt worden in NMR, te vervangen door korte, intensieve radiopulsen. De spectra, welke het resultaat was van blootstelling aan de korte radiofrequentiepuls, was echter complex en om deze te analyseren maakte Ernst gebruik van een computer waarin de data werd doorgerekend op basis van een fouriertransformatie. Spectra die voorheen te zwak waren om te worden geïdentificeerd zijn met de nieuwe methode nu wel waarneembaar.

## Erkenning
Ernst ontving talrijke prijzen en eerbewijzen. Naast de Nobelprijs voor de Scheikunde in 1991 werd hij ook onderscheiden met de Wolfprijs (1991, samen met Alexander Pines), de Louisa Gross Horwitz Prize (1991, samen met Würthrich), de Marcel-Benoist-Preis (1986) en de Leopold Ruzicka Prize (1969). Hij is erehoogleraar aan de ETH Lausanne, Technische Universität München, Universiteit Zürich, de Universiteit Antwerpen, Babş-Balyoi Universiteit Cluj en de Universiteit van Montpellier. Hij is lid van de National Academy of Sciences, de Royal Society, de Deutsche Akademie der Wissenschaften Leopoldina, de Russische Academie van Wetenschappen, de Koreaanse Academie van Wetenschappen en Technologie en erelid van vele andere genootschappen.
- Base de données des élites suisses: 59389
- Bibliothèque nationale de France: cb122761390 (data)
- Catàleg d'autoritats de noms i títols de Catalunya: 981058517847306706
- CiNii: DA02544258
- Gemeinsame Normdatei: 130683620
- Historisch woordenboek van Zwitserland: 031336
- International Standard Name Identifier: 0000 0001 1688 4726
- Library of Congress Control Number: n85133647
- Mathematics Genealogy Project: 54487
- Bibliotheek van het Japanse parlement: 00466191
- Nationale Bibliotheek van Tsjechië: ola2002161280
- Nationale Bibliotheek van Israël: 987007335348005171
- Nationale Bibliotheek van Polen: a0000001154158
- Nationale en Universitaire bibliotheek Zagreb: 000051619
- Nederlandse Thesaurus van Auteursnamen: 072502290
- Réseau des bibliothèques de Suisse occidentale: 02-A028832629
- Système universitaire de documentation: 03157243X
- Virtual International Authority File: 94020857
- WorldCat: E39PBJyrXCb7RRCjyf8cyMk7HC

1901: Van 't Hoff ·
1902: E. Fischer ·
1903: Arrhenius ·
1904: Ramsay ·
1905: Baeyer ·
1906: Moissan ·
1907: Buchner ·
1908: Rutherford ·
1909: Ostwald ·
1910: Wallach ·
1911: Curie ·
1912: Grignard, Sabatier ·
1913: Werner ·
1914: Richards ·
1915: Willstätter ·
1918: Haber ·
1920: Nernst ·
1921: Soddy ·
1922: Aston ·
1923: Pregl ·
1925: Zsigmondy ·
1926: Svedberg ·
1927: Wieland ·
1928: Windaus ·
1929: Harden, Euler-Chelpin ·
1930: H. Fischer · 
1931: Bosch, Bergius ·
1932: Langmuir ·
1934: Urey ·
1935: F. Joliot-Curie, I. Joliot-Curie ·
1936: Debye ·
1937: Haworth, Karrer ·
1938: Kuhn ·
1939: Butenandt, Ružička ·
1943: Hevesy · 
1944: Hahn ·
1945: Virtanen ·
1946: Sumner, Northrop, Stanley ·
1947: Robinson · 
1948: Tiselius · 
1949: Giauque ·
1950: Diels, Alder ·
1951: McMillan, Seaborg ·
1952: Martin, Synge ·
1953: Staudinger ·
1954: Pauling ·
1955: Vigneaud ·
1956: Hinshelwood, Semjonov ·
1957: Todd ·
1958: Sanger ·
1959: Heyrovský ·
1960: Libby ·
1961: Calvin ·
1962: Perutz, Kendrew ·
1963: Ziegler, Natta ·
1964: Hodgkin ·
1965: Woodward ·
1966: Mulliken ·
1967: Eigen, Norrish, Porter ·
1968: Onsager ·
1969: Barton, Hassel ·
1970: Leloir ·
1971: Herzberg ·
1972: Anfinsen, Moore, Stein · 
1973: E.O. Fischer, Wilkinson · 
1974: Flory ·
1975: Cornforth, Prelog ·
1976: Lipscomb ·
1977: Prigogine · 
1978: Mitchell ·
1979: Brown, Wittig ·
1980: Berg, Gilbert, Sanger ·
1981: Fukui, Hoffmann ·
1982: Klug ·
1983: Taube ·
1984: Merrifield ·
1985: Hauptman, Karle ·
1986: Herschbach, Lee, Polanyi ·
1987: Cram, Lehn, Pedersen ·
1988: Deisenhofer, Huber, Michel ·
1989: Altman, Cech ·
1990: Corey ·
1991: Ernst ·
1992: Marcus ·
1993: Mullis, Smith ·
1994: Olah ·
1995: Crutzen, Molina, Rowland ·
1996: Curl, Kroto, Smalley ·
1997: Boyer, Walker, Skou ·
1998: Kohn, Pople ·
1999: Zewail ·
2000: Heeger, MacDiarmid, Shirakawa ·
2001: Knowles, Noyori, Sharpless ·
2002: Fenn, Tanaka, Wüthrich ·
2003: Agre, MacKinnon ·
2004: Ciechanover, Hershko, Rose ·
2005: Grubbs, Schrock, Chauvin ·
2006: Kornberg ·
2007: Ertl ·
2008: Shimomura, Chalfie, Tsien ·
2009: Steitz, Yonath, Ramakrishnan ·
2010: Heck, Negishi, Suzuki ·
2011: Shechtman ·
2012: Kobilka, Lefkowitz ·
2013: Karplus, Levitt, Warshel ·
2014: Betzig, Hell, Moerner ·
2015: Lindahl, Modrich, Sancar ·
2016: Sauvage, Stoddart, Feringa ·
2017: Dubochet, Frank, Henderson · 
2018: Arnold, Winter, Smith ·   
2019: Goodenough, Whittingham, Yoshino ·
2020: Charpentier, Doudna ·
2021: List, MacMillan ·
2022: Bertozzi, Meldal, Sharpless ·
2023: Bawendi, Brus, Jekimov ·
2024: Baker, Hassabis, Jumper